# Renate Chotjewitz-Häfner
Renate Chotjewitz-Häfner (* 1. Mai 1937 in Halberstadt; † 24. November 2008 in Frankfurt am Main) war eine deutsche Autorin, Übersetzerin und Publizistin.

## Leben und Wirken
Renate Chotjewitz-Häfner absolvierte eine Glasmalerlehre in Ulm, studierte Malerei in Kassel und München sowie Kunstgeschichte, Theatergeschichte und Publizistik in Berlin. Sie lebte lange Zeit in Rom, bevor sie nach Haunetal-Kruspis in Osthessen bzw. Frankfurt am Main übersiedelte. Aus der geschiedenen Ehe mit dem Schriftsteller und Juristen Peter O. Chotjewitz hatte sie zwei Söhne. Der jüngere der beiden, David Chotjewitz, arbeitet ebenfalls als Schriftsteller.

### Veröffentlichungen
Als Übersetzerin übertrug sie unter anderem die Theaterstücke des Nobelpreisträgers Dario Fo und seiner Frau Franca Rame ins Deutsche. Zu ihren Veröffentlichungen zählen außerdem Essays, Geschichten und Gedichte in Anthologien, Zeitschriften und Zeitungen, dazu Features für den Rundfunk. In ihren Studien beschäftigte sie sich mit dem Landjudentum in Hessen, mit Lokalgeschichte, der Frauenfrage und literarischen Spurensuchen. So gab sie z. B. 1999 den Stadtplan Literarisches Frankfurt heraus, der Wohn- und Wirkungsstätten bedeutender Dichter, Philosophen und Verleger verzeichnet, und 2006 den Foto- und Textband Hessische Literatur im Porträt, der neben den Texten hessischer Autorinnen und Autoren vor allem 52 künstlerische Porträts der Fotografin Ramunė Pigagaitė enthält.

### Gesellschaftliches Engagement
Ab Mitte der 1970er Jahre engagierte Renate Chotjewitz-Häfner sich in der Frauenbewegung und in Kulturinitiativen, dann im Verband deutscher Schriftsteller (VS). Von 1988 bis 1991 war Renate Chotjewitz-Häfner Vorsitzende des Landesverbands Hessen im Verband deutscher Schriftsteller. Außerdem gehörte sie von 1984 bis 1986 als Beisitzerin dem Bundesvorstand des VS an und führte den Verband als Mitglied des Kommissarischen Bundesvorstands 1988/1989 in einer äußerst schwierigen Phase, die von spektakulären Austritten namhafter Kollegen geprägt war, in die neu gegründete IG Medien, deren kulturpolitisches Gesicht sie entscheidend mitgeprägt hat. Sie war Sprecherin der 1991 eingesetzten VS-Geschichtskommission, die sich um die Aufarbeitung der Geschichte der beiden deutschen Schriftstellerverbände VS und Deutscher Schriftstellerverband (SV/DSV) in der DDR kümmerte. In dieser Funktion gab sie zusammen mit Carsten Gansel die Dokumentation des VS-Kongresses von 1984 in Saarbrücken unter dem Titel Verfeindete Einzelgänger. Schriftsteller streiten über Politik und Moral heraus.
In Frankfurt war sie Mitbegründerin und Ideengeberin für etliche literarische Projekte. So gehörte sie zu den Initiatoren der Romanfabrik und des Frankfurter Literaturbüros (heute: Hessisches Literaturforum) und gründete 1990 das Frankfurter Literaturtelefon. 1996 gehörte sie zu den Gründungsmitgliedern der Literaturgesellschaft Hessen e. V. Seit 2007 war Renate Chotjewitz-Häfner stellvertretende Vorsitzende des VS Hessen sowie Beisitzerin im Vorstand des Hessischen Literaturrates.

## Postume Ehrung
Seit 2011 wird zu ihrem Todestag einmal jährlich an Autorinnen aus dem Frankfurter Raum der Renate-Chotjewitz-Häfner-Förderpreis „in Erinnerung an diese engagierte, kluge, manchmal widerborstige Künstlerin und Literatin“ vergeben. Testamentarisch hatte Renate Chotjewitz-Häfner einen Geldbetrag für die Förderung von Autorinnen aus dem Frankfurter Raum verfügt, womit dieser Preis dotiert wird.

## Bibliografie

### Sachbücher
- Feminismus ist kein Pazifismus – Dokumente aus der italienischen Frauenbewegung. Verlag Freie Gesellschaft, Frankfurt am Main 1977, ISBN 3-88215-011-4.
- Literarisches Frankfurt – Schriftsteller, Gelehrte und Verleger; Wohnorte, Wirken und Werke. Zusammen mit Robert Brandt. Verl. Jena 1800, Jena u. Berlin 1999, ISBN 3-931911-07-1.

#### Zusammen mit Peter O. Chotjewitz
- Die mit Tränen säen – israelisches Reisejournal. Verlag Autoren-Edition, München 1980, ISBN 3-7610-0567-9
- Die Juden von Rhina – aus der Chronik eines osthessischen Dorfes.  Hrsg. von „Die Grünen“ Landkreis Hersfeld-Rotenburg u. „Riedmühle e. V.“ Oberellenbach. VGD (Verl. Geisteswiss. Dokumentation), Oberellenbach 1988, ISBN 3-9802016-0-0.

### Herausgaben
- Die Biermann-Ausbürgerung und die Schriftsteller – ein deutsch-deutscher Fall, Berlin 28. Februar bis 1. März 1992. Zusammen hrsg. mit Carsten Gansel, Andreas Kalckhoff und Till Sailer im Auftr. der Geschichtskommission des Verbandes Deutscher Schriftsteller (VS). Verl. Wiss. und Politik, Köln 1994, ISBN 3-8046-8815-2.
- Verfeindete Einzelgänger – Schriftsteller streiten über Politik und Moral. Zusammen hrsg. mit Carsten Gansel. Aufbau-Taschenbuch-Verl., Berlin 1997, ISBN 3-7466-8023-9.
- Hessische Literatur im Porträt. Fotogr. von Ramunė Pigagaitė. Jonas-Verl., Marburg 2006, ISBN 3-89445-360-5.

### Herausgaben und Übersetzungen
- Franca Rame, Dario Fo: Die dicke Frau – drei Einakter. Europ. Verl.-Anst., Hamburg 1993, ISBN 3-434-46208-2.

### Übersetzungen
- Ich, Donald Duck. (Zwei Bände; zusammen mit Peter O. Chotjewitz) Melzer Verlag 1974, ISBN 978-3-86800-510-3 (Band 1) und ISBN 978-3-7874-0091-1 (Band 2).
- Franca Rame, Dario Fo: Nur Kinder, Küche, Kirche. Veränd. und erw. 4. Aufl. nach der aktuellsten ital. Fassung. Rotbuch-Verlag, Berlin 1982, ISBN 3-88022-202-9.
- Franca Rame, Dario Fo: Offene Zweierbeziehung. Drei Stücke und eine Nachbemerkung zu Franca Rame von Renate Chotjewitz-Häfner. Rotbuch-Verlag, Berlin 6. Aufl. 2010, ISBN 978-3-86789-092-2.

### Redaktionelle Bearbeitung
- Neukirchen – zwischen Haune und Stoppelsberg. 100 Jahre Dorfgeschichte. Hrsg. vom Gemeindevorstand der Marktgemeinde Haunetal. Marktgemeinde Haunetal, Haunetal 2005, ISBN 3-9808816-5-2.